# End of the Road (Boyz II Men)
"End of the Road" is een nummer van de Amerikaanse r&b-groep Boyz II Men. Het verscheen op de soundtrack van de film Boomerang uit 1992. Op 30 juni van dat jaar werd het uitgebracht als single. In 1993 stond het ook als bonustrack op de heruitgave van Cooleyhighharmony, het debuutalbum van Boyz II Men.

## Achtergrond
"End of the Road" is geschreven en geproduceerd door Kenneth "Babyface" Edmonds, L.A. Reid en Daryl Simmons. Het is geschreven in de maatsoort 12/8 en heeft een tempo van 75 beats per minuut. Het stond oorsponkelijk alleen op de soundtrack van Boomerang en verscheen niet op het debuutalbum Cooleyhighharmony. Het verscheen pas na de eerste vier singles van het album en kwam in 1993, na het succes van deze single, als bonustrack op de heruitgave van het album terecht. Datzelfde jaar kwam ook een Spaanstalige versie met de titel "Al final del camino" uit.
"End of the Road" werd uitgebracht als single en groeide uit tot een wereldwijd succes. In de Amerikaanse Billboard Hot 100 stond het dertien weken op de eerste plaats, destijds een record. Hiermee werd het de meest succesvolle single van 1992. Ook in de Britse UK Singles Chart kwam het op nummer 1 terecht, net als in onder meer Australië, Europa, Ierland, Mexico, Nieuw-Zeeland en Zimbabwe. Verder kwam het in Canada, Denemarken, Duitsland, Estland, Frankrijk, Noorwegen, Panama, Portugal en Zwitserland in de top 10. In Nederland werd het een nummer 1-hit in zowel de Top 40 als de Nationale Top 100, terwijl in Vlaanderen de derde positie in een voorloper van de Ultratop 50 werd gehaald.
"End of the Road" won in 1993 twee Grammy Awards in de categorieën Best R&B Performance by a Duo or Group with Vocals (uitgereikt aan de groep) en Best R&B Song (uitgereikt aan de schrijvers).

## Hitnoteringen

### Nederlandse Top 40
| Hitnotering: 03-10-1992 t/m 23-01-1993 | Hitnotering: 03-10-1992 t/m 23-01-1993 | Hitnotering: 03-10-1992 t/m 23-01-1993 | Hitnotering: 03-10-1992 t/m 23-01-1993 | Hitnotering: 03-10-1992 t/m 23-01-1993 | Hitnotering: 03-10-1992 t/m 23-01-1993 | Hitnotering: 03-10-1992 t/m 23-01-1993 | Hitnotering: 03-10-1992 t/m 23-01-1993 | Hitnotering: 03-10-1992 t/m 23-01-1993 | Hitnotering: 03-10-1992 t/m 23-01-1993 | Hitnotering: 03-10-1992 t/m 23-01-1993 | Hitnotering: 03-10-1992 t/m 23-01-1993 | Hitnotering: 03-10-1992 t/m 23-01-1993 | Hitnotering: 03-10-1992 t/m 23-01-1993 | Hitnotering: 03-10-1992 t/m 23-01-1993 | Hitnotering: 03-10-1992 t/m 23-01-1993 | Hitnotering: 03-10-1992 t/m 23-01-1993 | Hitnotering: 03-10-1992 t/m 23-01-1993 |
| Week                                   | 1                                      | 2                                      | 3                                      | 4                                      | 5                                      | 6                                      | 7                                      | 8                                      | 9                                      | 10                                     | 11                                     | 12                                     | 13                                     | 14                                     | 15                                     | 16                                     |                                        |
| -------------------------------------- | -------------------------------------- | -------------------------------------- | -------------------------------------- | -------------------------------------- | -------------------------------------- | -------------------------------------- | -------------------------------------- | -------------------------------------- | -------------------------------------- | -------------------------------------- | -------------------------------------- | -------------------------------------- | -------------------------------------- | -------------------------------------- | -------------------------------------- | -------------------------------------- | -------------------------------------- |
| Nummer                                 | 22                                     | 14                                     | 6                                      | 5                                      | 4                                      | 2                                      | 2                                      | 1                                      | 1                                      | 1                                      | 3                                      | 4                                      | 9                                      | 14                                     | 22                                     | 33                                     | uit                                    |

### Nationale Top 100
| Hitnotering: 12-09-1992 t/m 30-01-1993 | Hitnotering: 12-09-1992 t/m 30-01-1993 | Hitnotering: 12-09-1992 t/m 30-01-1993 | Hitnotering: 12-09-1992 t/m 30-01-1993 | Hitnotering: 12-09-1992 t/m 30-01-1993 | Hitnotering: 12-09-1992 t/m 30-01-1993 | Hitnotering: 12-09-1992 t/m 30-01-1993 | Hitnotering: 12-09-1992 t/m 30-01-1993 | Hitnotering: 12-09-1992 t/m 30-01-1993 | Hitnotering: 12-09-1992 t/m 30-01-1993 | Hitnotering: 12-09-1992 t/m 30-01-1993 | Hitnotering: 12-09-1992 t/m 30-01-1993 | Hitnotering: 12-09-1992 t/m 30-01-1993 | Hitnotering: 12-09-1992 t/m 30-01-1993 | Hitnotering: 12-09-1992 t/m 30-01-1993 | Hitnotering: 12-09-1992 t/m 30-01-1993 | Hitnotering: 12-09-1992 t/m 30-01-1993 | Hitnotering: 12-09-1992 t/m 30-01-1993 | Hitnotering: 12-09-1992 t/m 30-01-1993 | Hitnotering: 12-09-1992 t/m 30-01-1993 | Hitnotering: 12-09-1992 t/m 30-01-1993 | Hitnotering: 12-09-1992 t/m 30-01-1993 |
| Week                                   | 1                                      | 2                                      | 3                                      | 4                                      | 5                                      | 6                                      | 7                                      | 8                                      | 9                                      | 10                                     | 11                                     | 12                                     | 13                                     | 14                                     | 15                                     | 16                                     | 17                                     | 18                                     | 19                                     | 20                                     |                                        |
| -------------------------------------- | -------------------------------------- | -------------------------------------- | -------------------------------------- | -------------------------------------- | -------------------------------------- | -------------------------------------- | -------------------------------------- | -------------------------------------- | -------------------------------------- | -------------------------------------- | -------------------------------------- | -------------------------------------- | -------------------------------------- | -------------------------------------- | -------------------------------------- | -------------------------------------- | -------------------------------------- | -------------------------------------- | -------------------------------------- | -------------------------------------- | -------------------------------------- |
| Nummer                                 | 96                                     | 73                                     | 56                                     | 33                                     | 20                                     | 8                                      | 4                                      | 2                                      | 2                                      | 1                                      | 1                                      | 1                                      | 3                                      | 4                                      | 5                                      | 8                                      | 10                                     | 14                                     | 19                                     | 39                                     | uit                                    |